# Sarkotesta

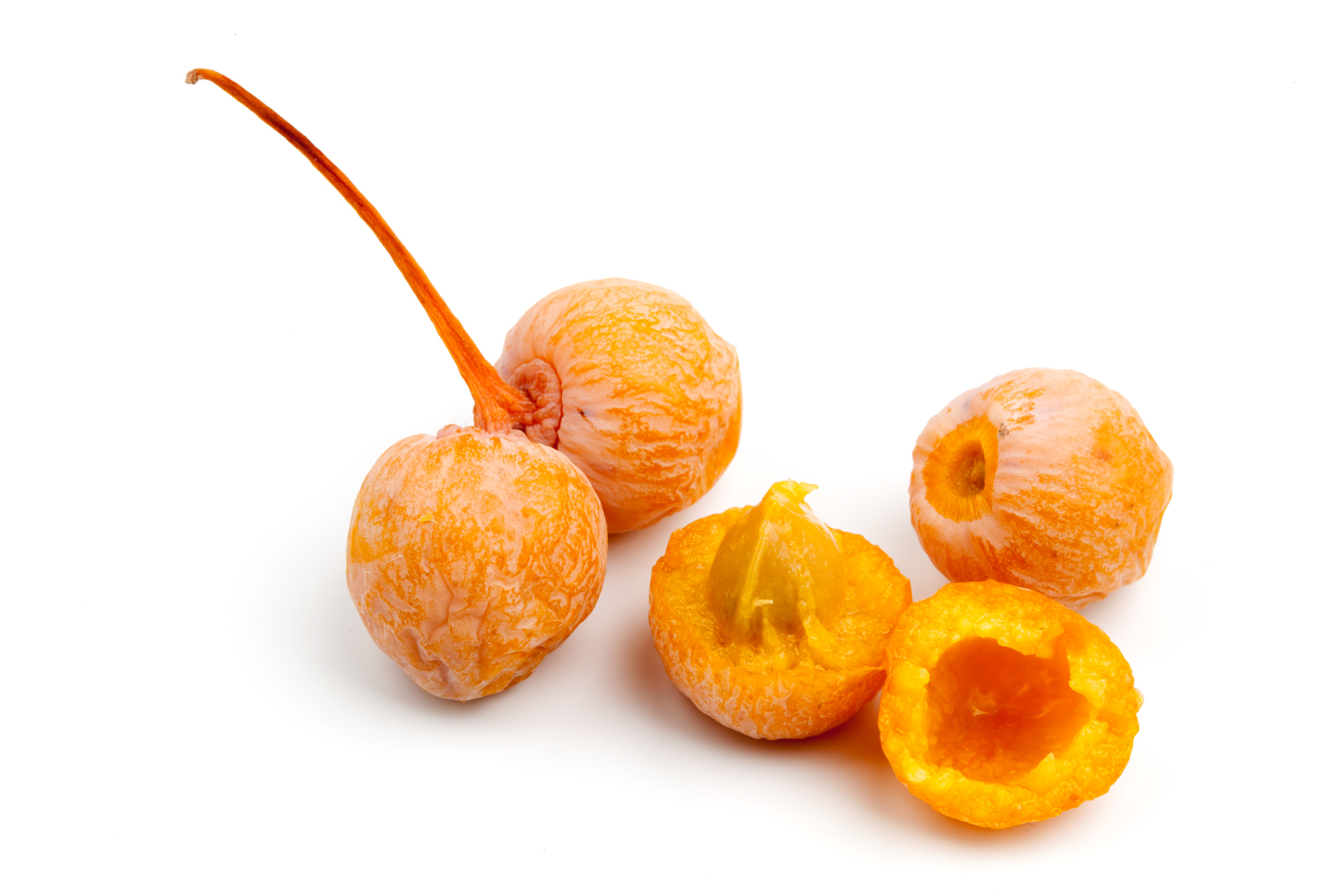
Sarkotesta (Ginkgo biloba)

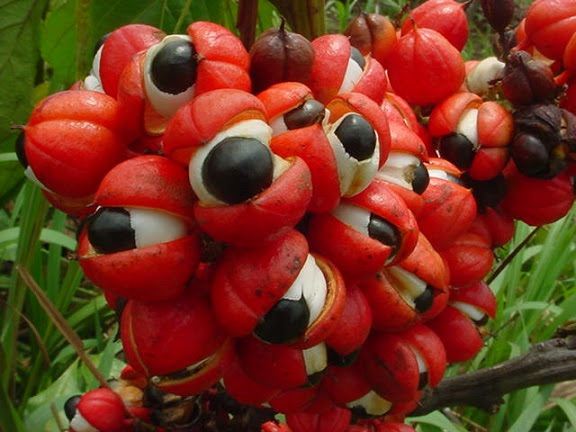
Schwarze Guaraná-Samen mit Sarkotesta.

Die Sarkotesta (griechisch sarx = ‚Fleisch‘), gelegentlich auch Sarcotesta geschrieben, ist in der Botanik ein Teil der Samenschale. Es handelt sich dabei um eine fleischige Schicht um den Samen, die von einem Integument oder Teilen davon gebildet wird. Sie tritt immer gemeinsam mit einer harten inneren Sklerotesta auf. Sie sind verbreitet bei Cycadopsida und Ginkgophyta, aber auch bei einigen Bedecktsamern, wie z. B. bei Magnoliengewächsen und Connaraceae zu finden. Bei den Bedecktsamern gilt sie als ein möglicherweise ursprüngliches Merkmal.